# 瀘州市
瀘州市（ろしゅう-し）は中華人民共和国四川省南部に位置する地級市。中国酒（瀘州老窖、および郎酒）の産地として有名。またリュウガンやライチなどの果物の名産地でもある。

## 地理
瀘州市は四川省南東部にあり、長江と沱江の合流点に位置し、長江の南北にまたがっている。北東は重慶市（栄昌区・永川区・江津区）に隣接し、東と南は貴州省（赤水市・習水県・仁懐市・金沙県・七星関区）西南は雲南省（威信県）に隣接する。西は宜賓市興文県・江安県、自貢市富順県、内江市隆昌市に接する。
瀘州市は四川盆地と雲貴高原が接合する部分にあり、四川盆地の中に丘陵地が姿を現し、四川盆地を取り巻く山々へとつながる。長江を境に、南側は低山や中位の山が多く、北側はごく少し低山があるほかは丘陵地形である。最低点は、長江が合江区を出る境界付近で海抜は203m、最高点は叙永県の分水楊龍彎粱子で海抜1,902m。
市内の河川は長江水系に属し、長江を主幹とし、樹枝状に南北方向に支流が分かれており、長江に注ぐ。主要な河川は長江本流のほか、沱江・赤水河・古藺河・永寧河・塘河・瀬渓河・東門河など。
気候は湿潤な亜熱帯気候で四季ははっきりとし、冬は穏やかで短く、夏は長く暑い。

## 歴史
夏、および商代には梁州に属したとされる。周代には巴国の支配地域であった。周の慎靚王5年（紀元前316年）、秦の恵文王が張儀や司馬錯らを派遣して巴と蜀を滅ぼし、同年巴郡が設置され、瀘州がその下に置かれた。
前漢の景帝6年（紀元前151年）、蘇嘉を江陽侯に封じ、長江と沱江の交差する処へ置いたとの記録がみられる。現在の長江左岸（北岸）の瀘州市江陽区の位置であり、江陽県が置かれた。続く武帝の建元6年（紀元前135年）には漢の西南部の少数民族を討伐して、その地に置かれた郡のひとつ犍為郡の管轄下になった。南北朝時代、南朝宋がこの地を支配し、江陽郡を置いた。南朝梁の武帝の大同年間（535年 - 546年）には国内に州が設置されたが、この地は瀘州となった。
隋の文帝の仁寿年間には瀘州総管府が置かれ、次の皇帝の煬帝は大業3年（607年）、瀘州を瀘川郡と改称された。続く唐の高祖の武徳元年（618年）には瀘州が復活し、武徳3年（620年）には再度、総管府が置かれ、武徳4年（621年）には都督府となった。
南宋の孝宗の乾道6年（1170年）には安撫使に昇格した。モンゴル帝国軍が四川盆地に侵入すると、瀘州城は各地に遷りながら抗戦を続けた。まず現在の合江県榕山に、次いで宜賓市江安県の三江磧に、さらに合江県の安楽山に、最終的には合江県の神臂崖に築城し35年間戦った。元代には重慶路に属した。
明の太祖の洪武6年（1373年）、瀘州は四川行省の直隷となり、洪武9年（1376年）には四川布政使司の直隷に改められた。清の嘉慶7年（1802年）、瀘州には川南永寧道（1908年に下川南道と改名）が置かれた。
中華民国が発足すると瀘州は瀘県となり永寧道が置かれた。1935年には第七行政督察区が設置された。
1949年12月に人民解放軍が瀘県を占領すると、瀘州を管轄する行政組織は様々に変わった。瀘州は、川南人民行政公署（省級に相当）、瀘州、瀘県区行政督察専員公署（地級）、瀘州専区専員公署（地級）、瀘州市（川南行署の管轄）の所在地となる。1960年7月14日、中華人民共和国国務院は瀘州専区を廃し、その県や市は宜賓専区所属となった。1983年3月3日、国務院は瀘州市を省轄市に改め、もとの宜賓地区の瀘県・納渓・合江・叙永・古藺の5県を瀘州市に帰属させた。

## 行政区画

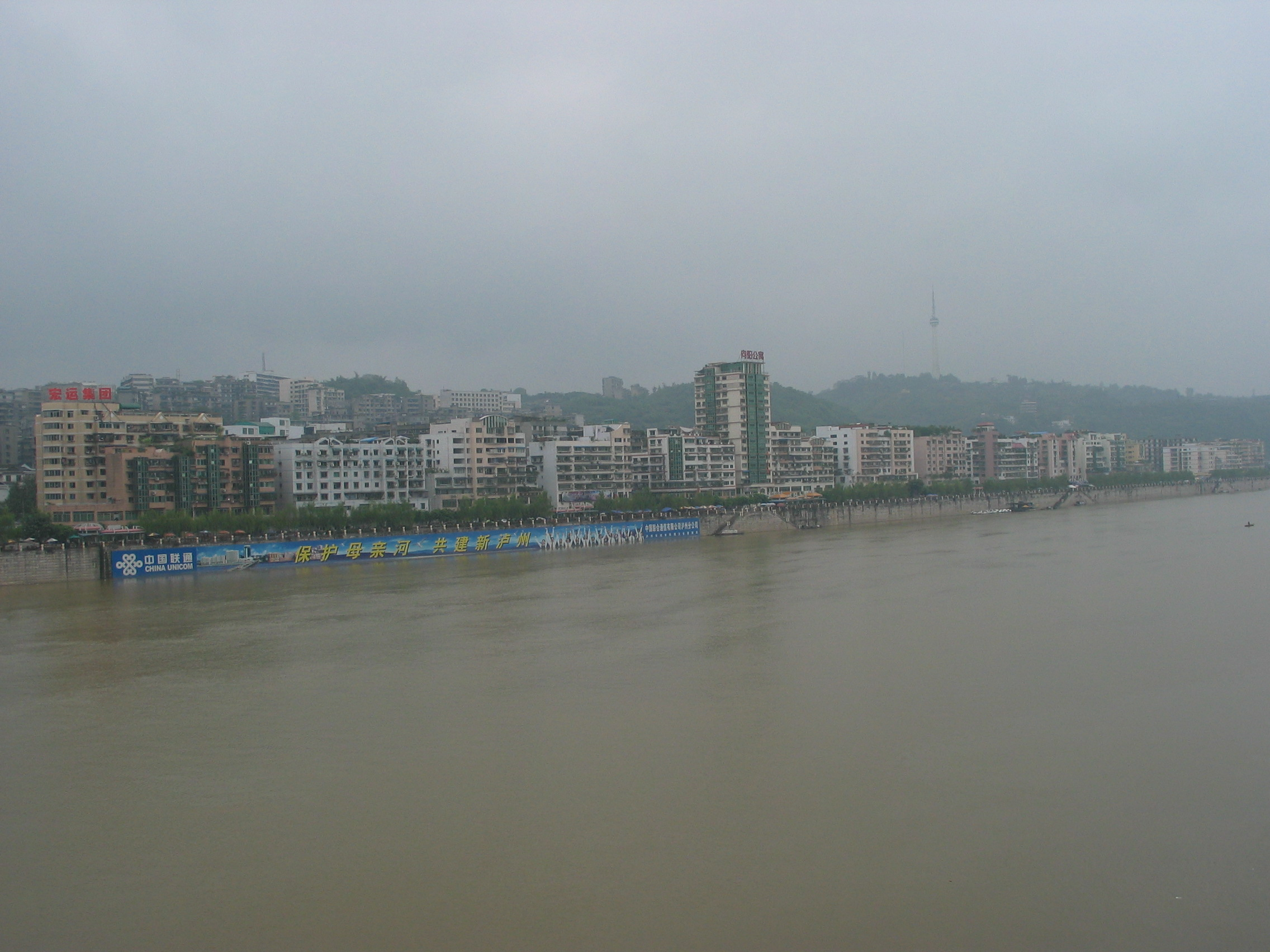
瀘州を流れる沱江

3市轄区・4県を管轄下に置く。
- 市轄区：
  - 江陽区・納渓区・竜馬潭区
- 県：
  - 瀘県・合江県・叙永県・古藺県

| 瀘州市の地図                                     |
| ------------------------------------------------ |
| 江陽区 納渓区 竜馬潭区 瀘県 合江県 叙永県 古藺県 |

### 年表

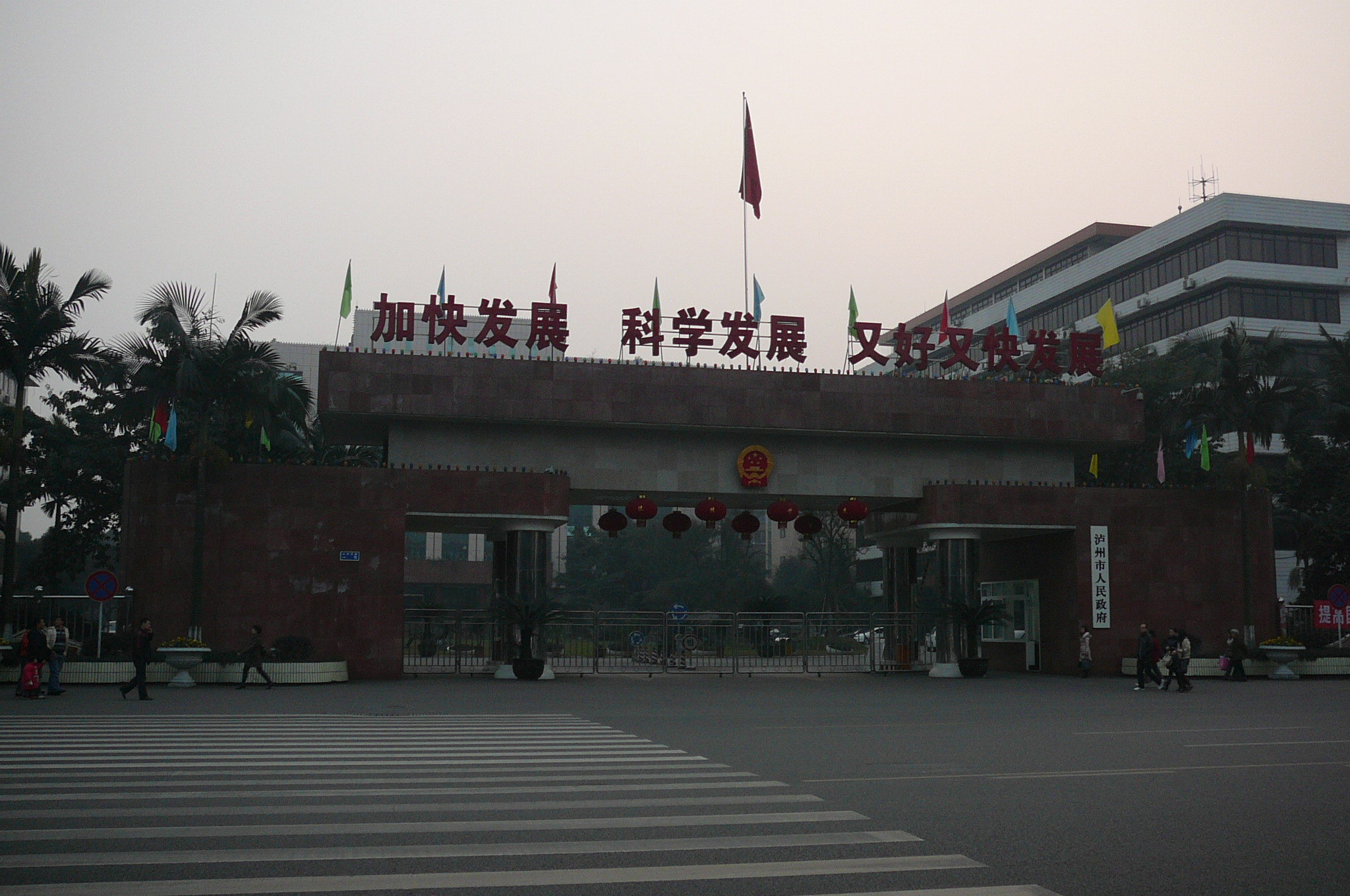
瀘州市役所

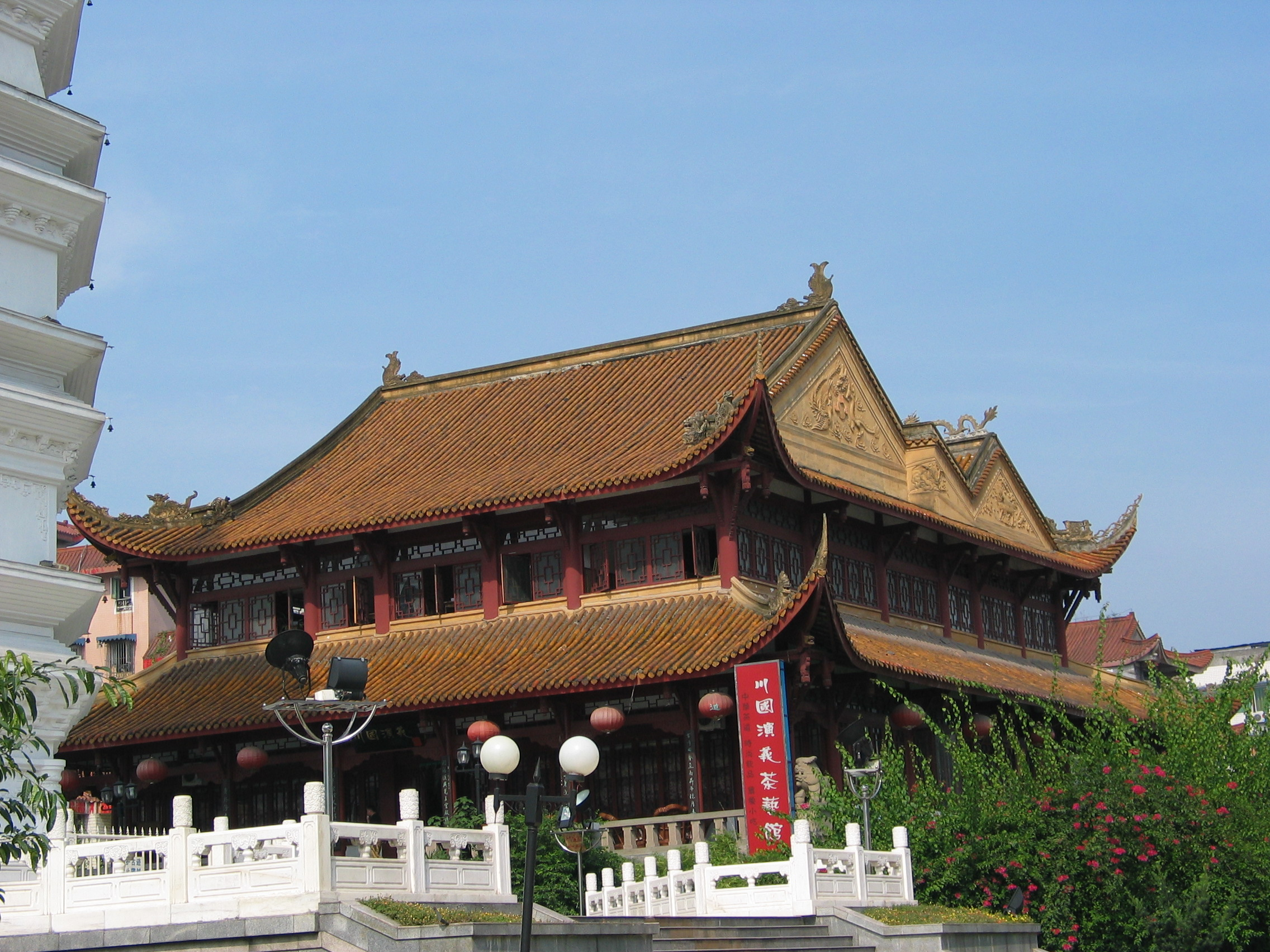
瀘州市街の茶屋

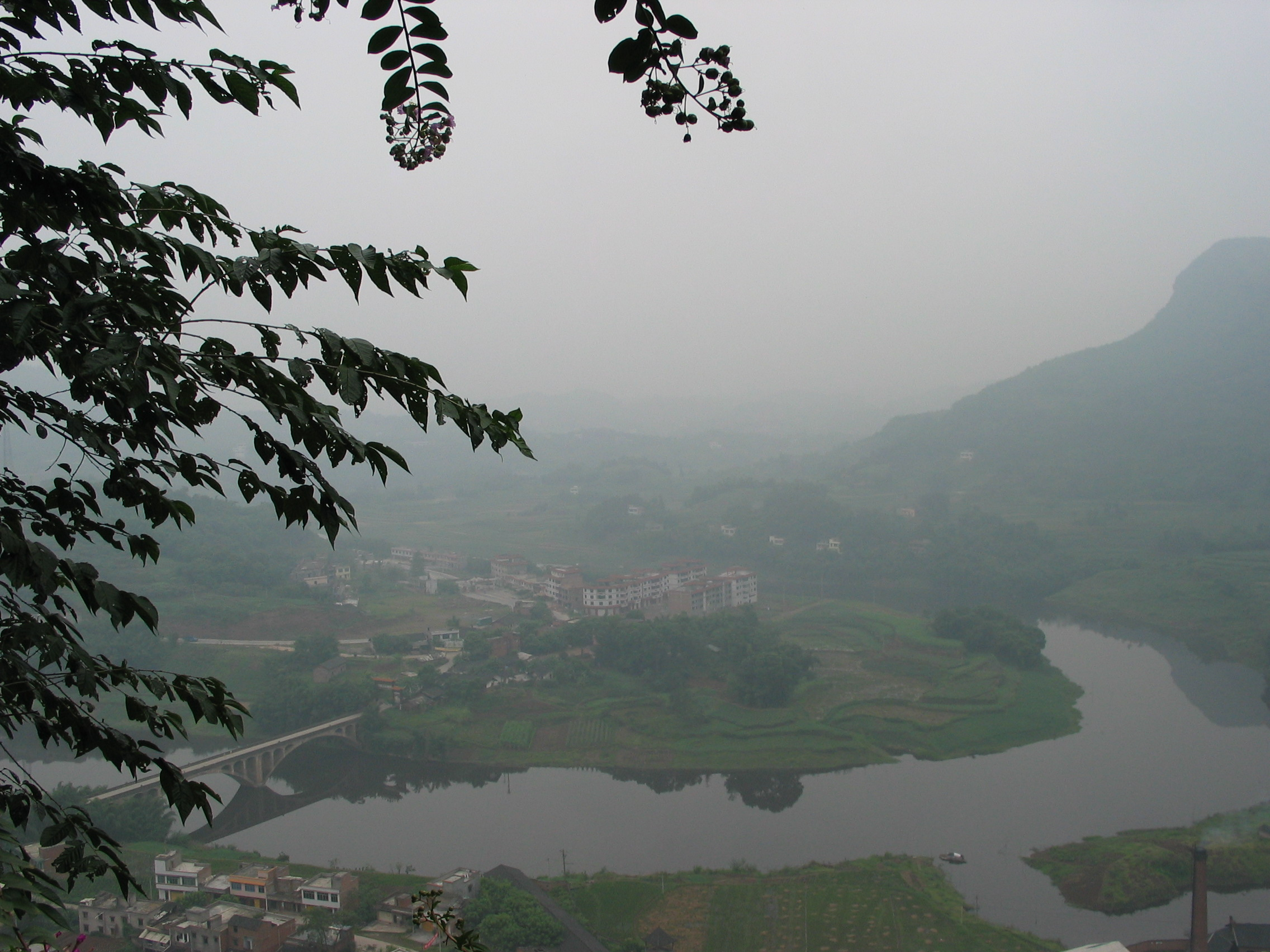
瀘州郊外

この節の出典

#### 瀘県専区
- 1949年10月1日 - 中華人民共和国川南行署区瀘県専区が成立。瀘県・合江県・古藺県・叙永県・古宋県・納渓県・富順県・隆昌県が発足。(8県)
- 1950年12月7日 - 瀘県の一部が分立し、地級市の瀘州市となる。(8県)
- 1952年1月3日 - 瀘県・叙永県の各一部が納渓県に編入。(8県)
- 1952年1月18日 - 瀘県専区が隆昌専区に改称。(8県)
- 1952年12月20日 - 隆昌専区が瀘州専区に改称。

#### 川南行署区瀘州市
- 1950年12月7日 - 瀘県専区瀘県の一部が分立し、瀘州市が発足。(1市)
- 1952年8月7日 - 四川省の成立により、四川省瀘州市となる。

#### 四川省瀘州市(第1次)
- 1952年12月20日 - 瀘州市が瀘州専区に編入。

#### 瀘州専区
- 1952年12月20日 - 隆昌専区が瀘州専区に改称。(1市8県)
  - 瀘州市を編入。瀘州市が県級市に降格。
- 1952年12月 - 江津専区栄昌県の一部が瀘県に編入。(1市8県)
- 1953年10月3日 - 富順県の一部が隆昌県に編入。(1市8県)
- 1953年10月 (1市8県)
  - 瀘県の一部(久橋郷・石竜郷・開仏郷・金銀郷の各一部)が富順県に編入。
  - 富順県の一部(闞橋郷・長灘郷・石道郷・安懐郷の各一部)が瀘県に編入。
- 1953年11月9日 (1市8県)
  - 江津専区栄昌県の一部が隆昌県・瀘県に分割編入。
  - 隆昌県の一部が江津専区栄昌県に編入。
- 1953年12月29日 - 江津専区栄昌県の一部が瀘県に編入。(1市8県)
- 1954年3月12日 - 瀘州市の一部が瀘県・納渓県に分割編入。(1市8県)
- 1954年11月3日 - 富順県の一部が自貢市郊区に編入。(1市8県)
- 1956年6月12日 - 瀘州市の一部が納渓県・瀘県に分割編入。(1市8県)
- 1956年9月25日 - 瀘県の一部が瀘州市に編入。(1市8県)
- 1957年3月13日 (1市8県)
  - 富順県の一部(建設郷天洋場街村および田辺村・鹿鳴村の各一部)が瀘県に編入。
  - 瀘県の一部(天洋場一村の一部)が富順県に編入。
- 1957年12月30日 - 富順県の一部が瀘県に編入。(1市8県)
- 1958年4月26日 - 瀘県の一部が瀘州市に編入。(1市8県)
- 1958年11月25日 (1市8県)
  - 納渓県の一部が瀘州市に編入。
  - 瀘県の一部が富順県に編入。
- 1959年8月28日 - 富順県の一部が自貢市郊区に編入。(1市8県)
- 1960年1月7日 - 古宋県が叙永県に編入。(1市7県)
- 1960年7月14日 - 瀘州専区が宜賓専区と合併し、新制の宜賓専区の発足により消滅。

#### 四川省瀘州市(第2次)
- 1983年3月3日 - 宜賓地区瀘州市が地級市の瀘州市に昇格。(1市5県)
  - 宜賓地区瀘県・納渓県・合江県・叙永県・古藺県を編入。
- 1983年9月9日 - 古藺県・叙永県が宜賓地区に編入。(1市3県)
- 1984年6月27日 - 瀘県・納渓県の各一部が瀘州市に編入。(1市3県)
- 1984年7月16日 - 市中区を設置。(1区3県)
- 1985年6月4日 - 宜賓地区古藺県・叙永県を編入。(1区5県)
- 1985年7月16日 - 市中区の一部が納渓県・瀘県に分割編入。(1区5県)
- 1995年12月24日 (3区4県)
  - 市中区・瀘県・納渓県の各一部が合併し、江陽区が発足。
  - 市中区・瀘県の各一部が合併し、竜馬潭区が発足。
  - 市中区の残部・納渓県の残部が合併し、納渓区が発足。

## 経済

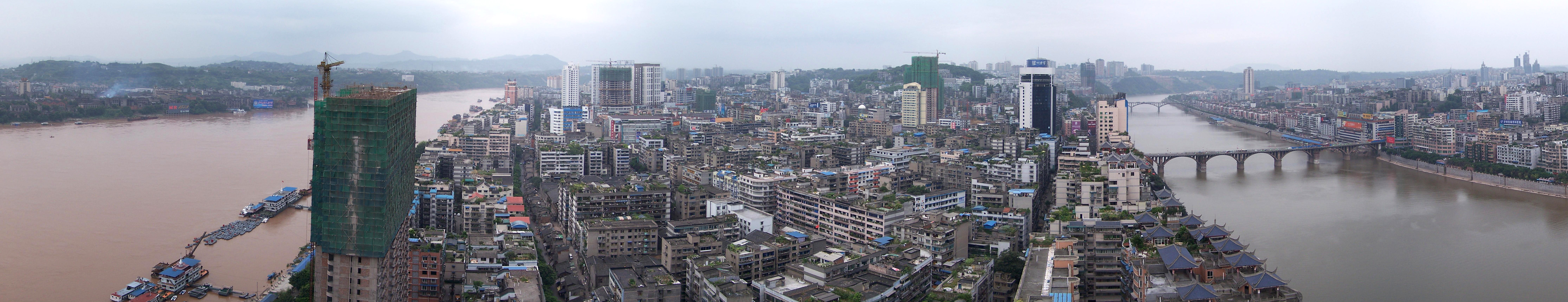
瀘州市の中心・江陽区。左の大河は長江、右は沱江。

瀘州市は長江に沿う河港で、四川・雲南・貴州の三省が交わる地でもあり、歴史上、異なる地方の物産を交易する経済活動の中心地であり続けた。現在は食品工業、醸造業、化学工業が産業の中心で、その他建材生産も盛ん。2006年の市のGDPは331.1億元（一人当たり7,819元）。
瀘州市は瀘州老窖と郎酒の二つの酒が古来より有名で国内外へ運ばれている。また、天然ガスを産出し、これにより化学工業も盛んであり、四川省の中でも重要な化学工業基地となっている。

## 教育

### 大学
- 西南医科大学（中国語版）
- 四川警察学院（中国語版）
- 四川化工職業技術学院（中国語版）
- 瀘州職業技術学院（中国語版）
- 四川三河職業学院（中国語版）
- 江陽城建職業学院（中国語版）

## 交通
- 空港
  - 瀘州雲龍空港 - 2018年9月10日開港。
  - 瀘州藍田空港 - 2017年10月をもって民間空港としては閉鎖。軍のみの利用となった。
- 水上交通
  - 瀘州港：瀘州港は長江上流に面し、四川省では最大の河川港湾で、コンテナ船の積み下ろしもできる。国際コンテナふ頭は、2007年5月だけで4,505個の海上コンテナを扱った。
- 鉄道
  - 瀘州駅：2021年6月高速鉄道専用の新駅が開業し、本駅発着の高速動車組列車（中国語版）は西安、成都、貴陽、広州など都市とを結ぶ。
  - 隆叙線はすでに開通し、叙永から貴州省黄桶駅までの鉄道は現在工事中。
  - 瀘州軌道交通を将来開通予定。
- 高速道路：1990年代に完成した高速道路が重慶市や省都・成都市などとを結び、鉄道や空港が中国の南部や西南部と瀘州とを結ぶ。瀘州藍田空港は1945年に建設され、中国からインドへの空路の中継に使われていた。後に空軍の練習基地として使用されたが、2001年1月に大規模な改造工事が完成し、北京や広州、昆明、貴陽、深圳などとを結ぶ。
  - 隆納高速道路
  - 成自瀘赤高速道路
  - 宜瀘高速道路
  - 瀘州環城高速道路

## 観光
- 堯壩古鎮、福宝古鎮
- 方山仏教風景区
- 黄荊老林
- 瀘州老窖遺址
- 瀘県竜脳橋
- 張壩桂円林風景区
- 九獅風景区
- 仏宝森林公園
- 報恩塔

## 健康・医療・衛生
- 瀘州市伝染病医院、西南医科大学附属医院 [2]、西南医科大学中医医学院、西南医科大学口腔医学院 附属口腔医院[3]
- 瀘州市納渓区人民医院、瀘州市納渓区第二人民医院、瀘州市納渓区中医医院、瀘州市竜馬潭区中医医院、瀘州市竜馬潭区第二人民医院
- 瀘県人民医院、瀘県第二人民医院、瀘県康復医院、合江県人民医院、合江県中医医院、叙永県人民医院、叙永県中医医院、叙永県紅十字医院、古藺県人民医院、古藺県中医院